# American Zoetrope

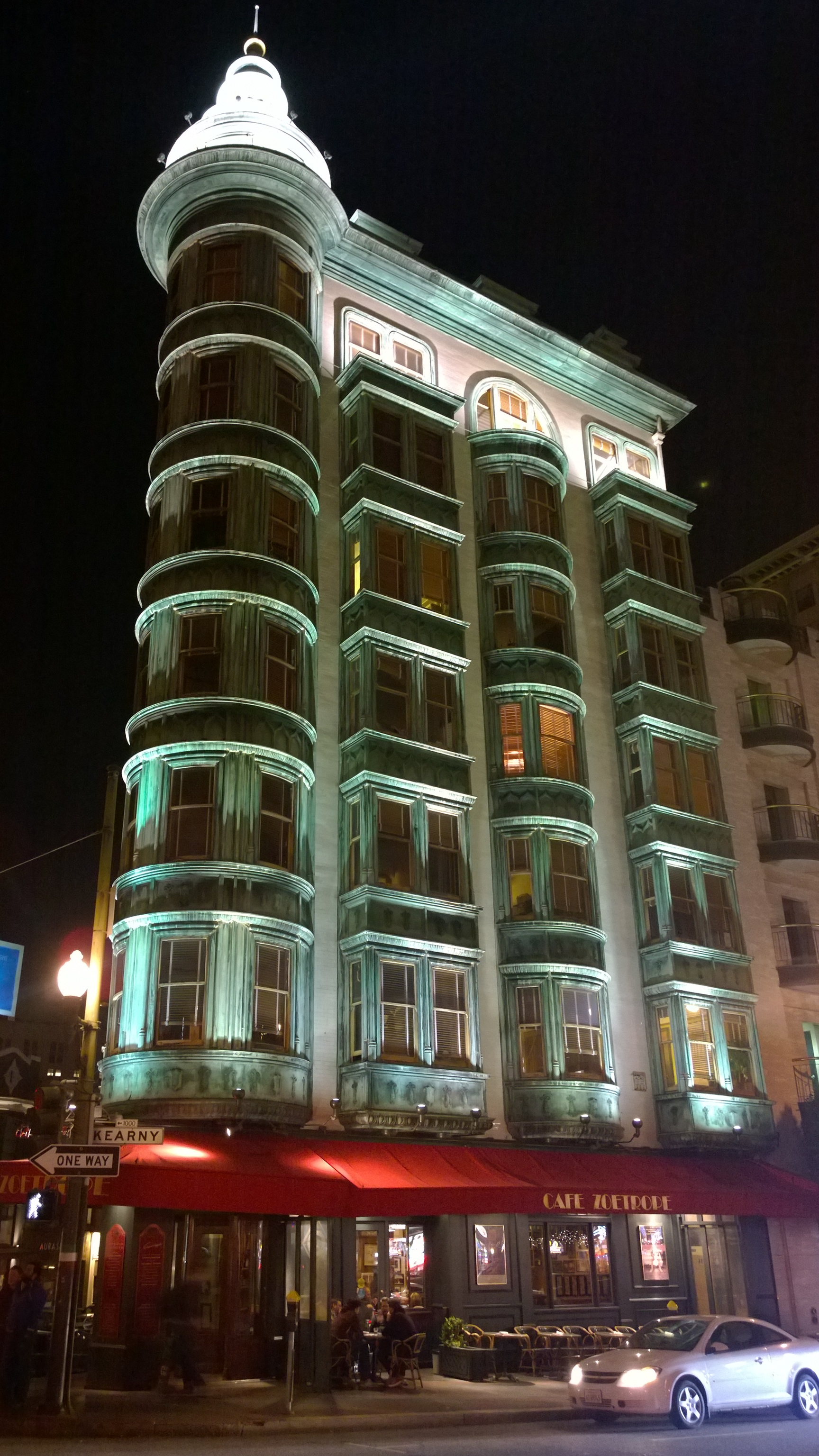
Zoetrope-Hauptsitz im Sentinel Building in San Francisco

American Zoetrope ist eine US-amerikanische Filmproduktionsgesellschaft, die von den amerikanischen Filmregisseuren Francis Ford Coppola und George Lucas im Jahre 1969 gegründet wurde. Der Name geht auf einen frühen kinematographischen Apparat namens Zoetrop zurück. Ein solches Gerät war kurz zuvor Coppola geschenkt worden. Der berühmte Filmeditor Walter Murch war von Anfang an dabei. 1980 kaufte die Produktionsfirma die General Service Studios in Hollywood, um dort die eigenen Filme zu realisieren, doch die Zoetrope Studios scheiterten nach wenigen Jahren.
Das Unternehmen war ursprünglich in einer Lagerhalle in der Folsom Street 827 in San Francisco beheimatet. Der erste Film der Produktionsfirma war 1969 Francis Ford Coppolas Film Liebe niemals einen Fremden (The Rain People), dann folgte George Lucas’ visionäres Erstlingswerk THX 1138. Außerdem wurden dort unter anderem Coppolas Der Pate-Trilogie und Apocalypse Now, sowie die Filme seiner Tochter Sofia wie Lost in Translation produziert. American Zoetrope produzierte auch weitere Filme wie Koyaanisqatsi, Powaqqatsi und Naqoyqatsi von Godfrey Reggio sowie Jeepers Creepers – Es ist angerichtet, Jeepers Creepers 2 und Jeepers Creepers 3 von Victor Salva.